# Juchen Thubten Namgyal
Juchen Thubten Namgyal (Derge, 1929 - New Delhi, 31 augustus 2011) was een Tibetaans politicus en diplomaat. Hij was onder meer kalön tripa (premier) voor de Tibetaanse regering in ballingschap.

## Tibet-delegaties
In augustus 1979 leidde hij de eerste delegatie naar de Volksrepubliek China, op verzoek van de veertiende dalai lama Tenzin Gyatso. Tijdens deze missie maakte hij een rondreis door Tibet, wat het eerste officiële bezoek was sinds de Tibetaanse diaspora in 1959. De opening in de betrekkingen kwam nadat president Deng Xiaoping de broer van de dalai lama, Gyalo Döndrub voor een gesprek naar Peking uitnodigde. Naast Gyalo, maakte ook Lobsang Samten, een andere broer van de dalai lama deel uit van de delegatie en verder Püntsog Tashi Tagla, minister en de zwager van de dalai lama. In april 1982 reisde hij nogmaals met een delegatie naar Tibet, ditmaal onder leiding van Lodi Gyari.

## Premierschap
Juchen Thubten Namgyal was kalön tripa (premier), ook wel voorzitter van de kashag genoemd, voor de Tibetaanse regering in ballingschap.
In 2001 werden de eerste vrije verkiezingen van Tibetanen in ballingschap gehouden waardoor politici niet meer door de dalai lama werden benoemd. Juchen Thubten Namgyal streed hierbij met Lobsang Tenzin om het premierschap (kalön tripa) dat Tenzin won. Op 3 juni 2006 probeerde hij het nogmaals tevergeefs en won Lobsang Tenzin eveneens met grote voorsprong.